# Bruno Unkhoff

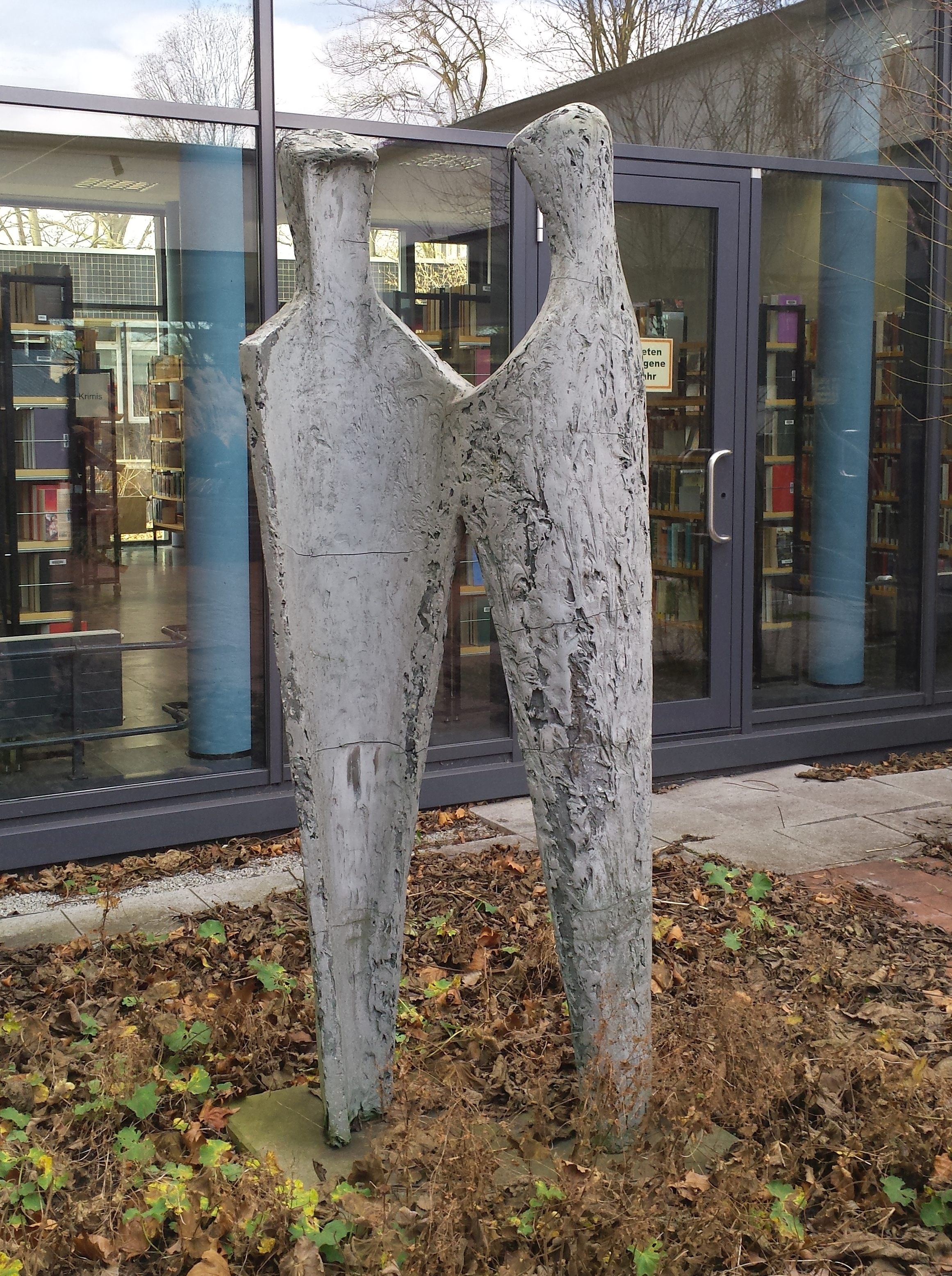
Zwiegespräch

Bruno Unkhoff (* 25. Dezember 1931 in Gelsenkirchen; † 11. Dezember 2002 in Holzminden) war ein deutscher Bildhauer.

## Leben
In seinen künstlerischen Neigungen wurde er bereits als Kind durch Vater und Großvater gefördert. Er studierte Bildhauerei bei Max Burchartz und Adolf Wamper an der Essener Folkwang-Hochschule und anschließend bei Anton Hiller an der Akademie der Bildenden Künste München. Studienaufenthalte absolvierte er in Belgien, Frankreich und den Niederlanden. 1956 und 1957 wurde er mit dem Nachwuchspreis und Kunstpreis der Stadt Gelsenkirchen ausgezeichnet. Nach seinem Umzug nach Wanne-Eickel war er von 1959 bis 1964 als Dozent an der Volkshochschule Wanne-Eickel in der Erwachsenenbildung tätig und schuf in seinem Atelier Skulpturen für den öffentlichen Raum als auch für Kirchen. Hier lernte er auch seine spätere Frau Annemarie kennen. Die Familie lebte dann mit den fünf Kindern in der Wilhelmstraße.
Unkhoff galt bald als „Wanne-Eickeler Original“, der gern feierte und zu seinen Geburtstagen Persönlichkeiten wie Ivan Rebroff oder Lotti Krekel einlud. 1966 wurde er wegen zweimaligen Fahrens unter Alkoholeinfluss für drei Monate in der JVA inhaftiert. Danach betrieben die Unkhoffs für den Unterhalt der Familie zunächst eine Trinkhalle in Gelsenkirchen-Bismarck, bis sie 1970 bis 1978 das „Monopol“ am Wanner Markt pachteten, das sich bald zur „Künstler- und Kultkneipe“ entwickelte. Zu den Gästen zählten unter anderem Franz-Josef Degenhardt, Joseph Beuys und Gerd Ruge.
Ab 1987 war Unkhoff als Dozent für bildnerisches Gestalten, Bildhauerei und Skulptur an der Jugendkunstschule Wanne-Eickel tätig, von 1989 bis 1995 mit dem Schwerpunkt der Zusammenarbeit mit Haupt- und Förderschulen. Ab 1992 hatte er zudem einen Lehrauftrag „Gestalten mit Behinderten“ der Universität Dortmund. Seit 1998 war er Mitglied der Johannis-Freimaurerloge „Eiche auf roter Erde“ in Herne. 2001 zog das Paar zu Sohn Lukas nach Holzminden, der dort als Steinmetz und Bildhauer ein Atelier betrieb. 2002 starb Bruno Unkhoff, 2007 seine Frau Annemarie.

## Künstlerisches Schaffen

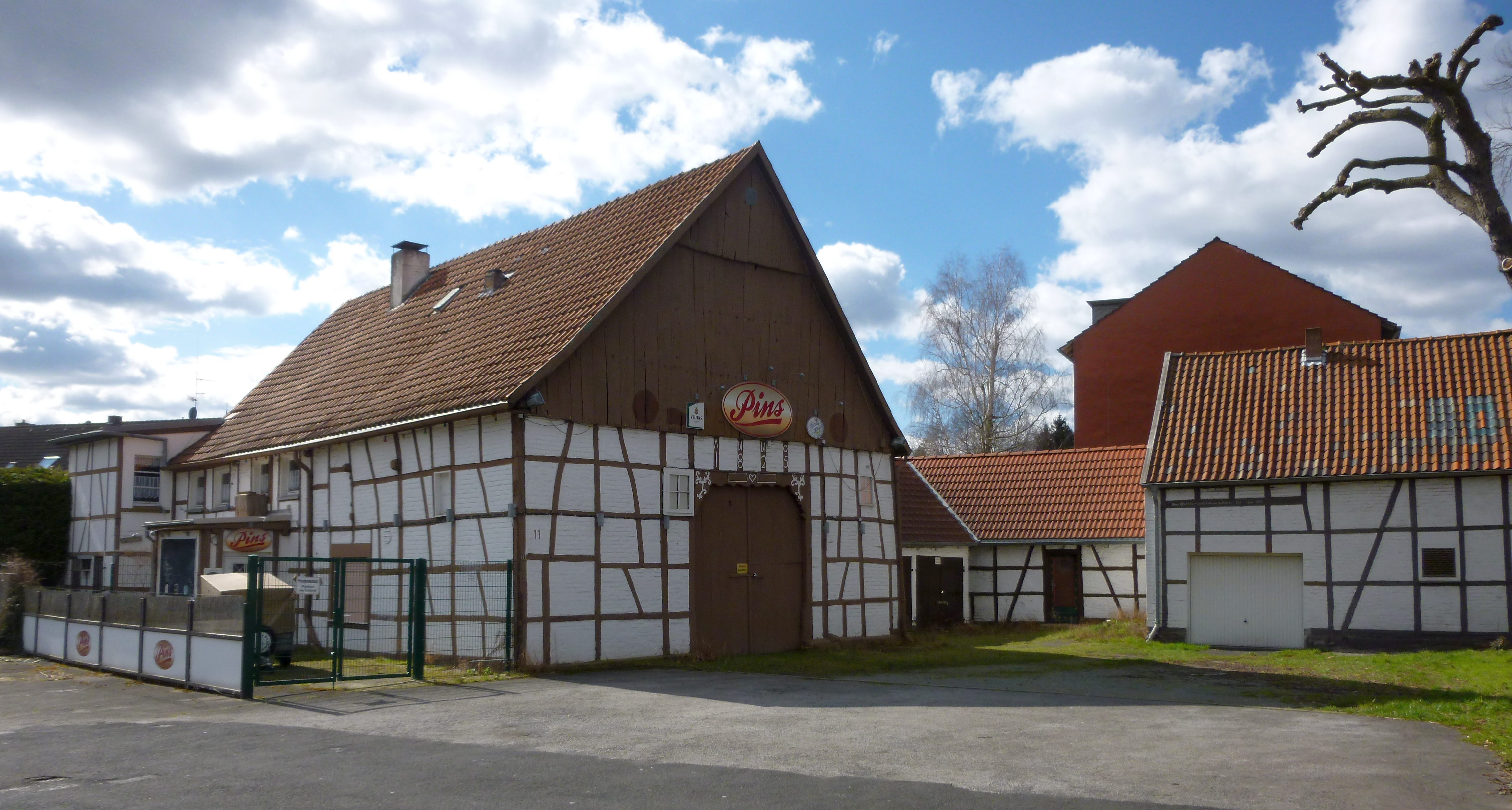
Pins Hof

Von 1960 bis 2001 arbeitete Unkhoff in seinem Atelier in Pins Hof, Auf der Wilbe 11 in Herne-Röhlinghausen, das neben einer Gaststätte weitere Künstlerateliers beherbergte. Er „schuf Menschen aus Stein, Keramik, Holz, Bronze oder Metall, die von einer tiefen Sehnsucht nach Frieden und Harmonie geprägt sind“. Neben Großplastiken im öffentlichen Raum schuf er auch sakrale Kunst, vor allem für Kirchen, Kapellen und Friedhöfe. In seinen Werken blieb er gegenständlich. Er selbst beschrieb seine Arbeitsweise wie folgt: „Vom Gegenstand gehe ich aus, um ihn dann zu abstrahieren. Abstrahieren - das heißt wegnehmen. Wenn ich ein stilisiertes Pferd mache, verfremde ich ein naturgetreues. Man kann nicht von vorneherein eine abstrakte Plastik formen.“
Schon früh stellte er von seinen Kleinplastiken und Skulpturen Multiples zum Verkauf her.

## Kunst im öffentlichen Raum (Auswahl)

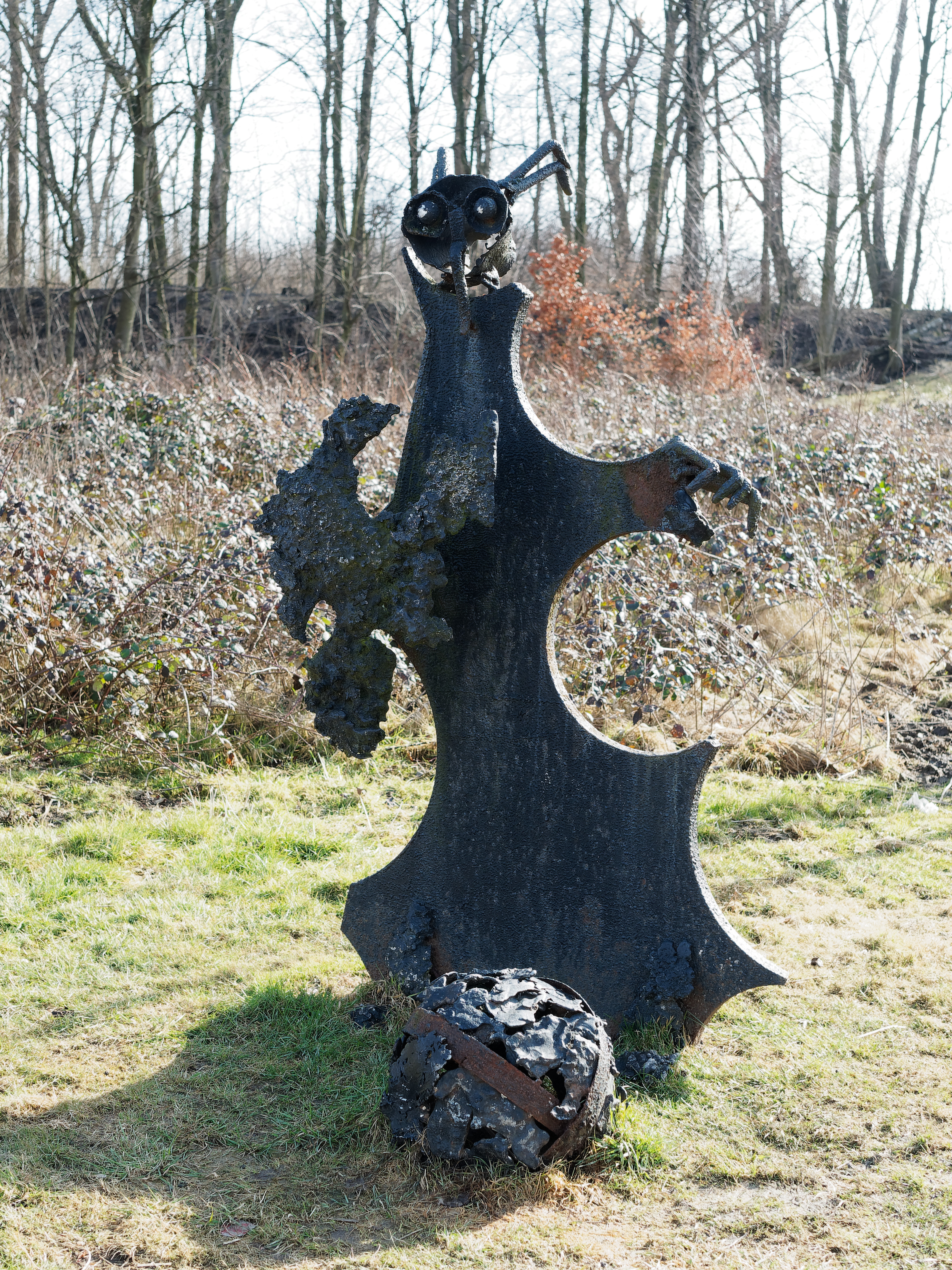
Ares

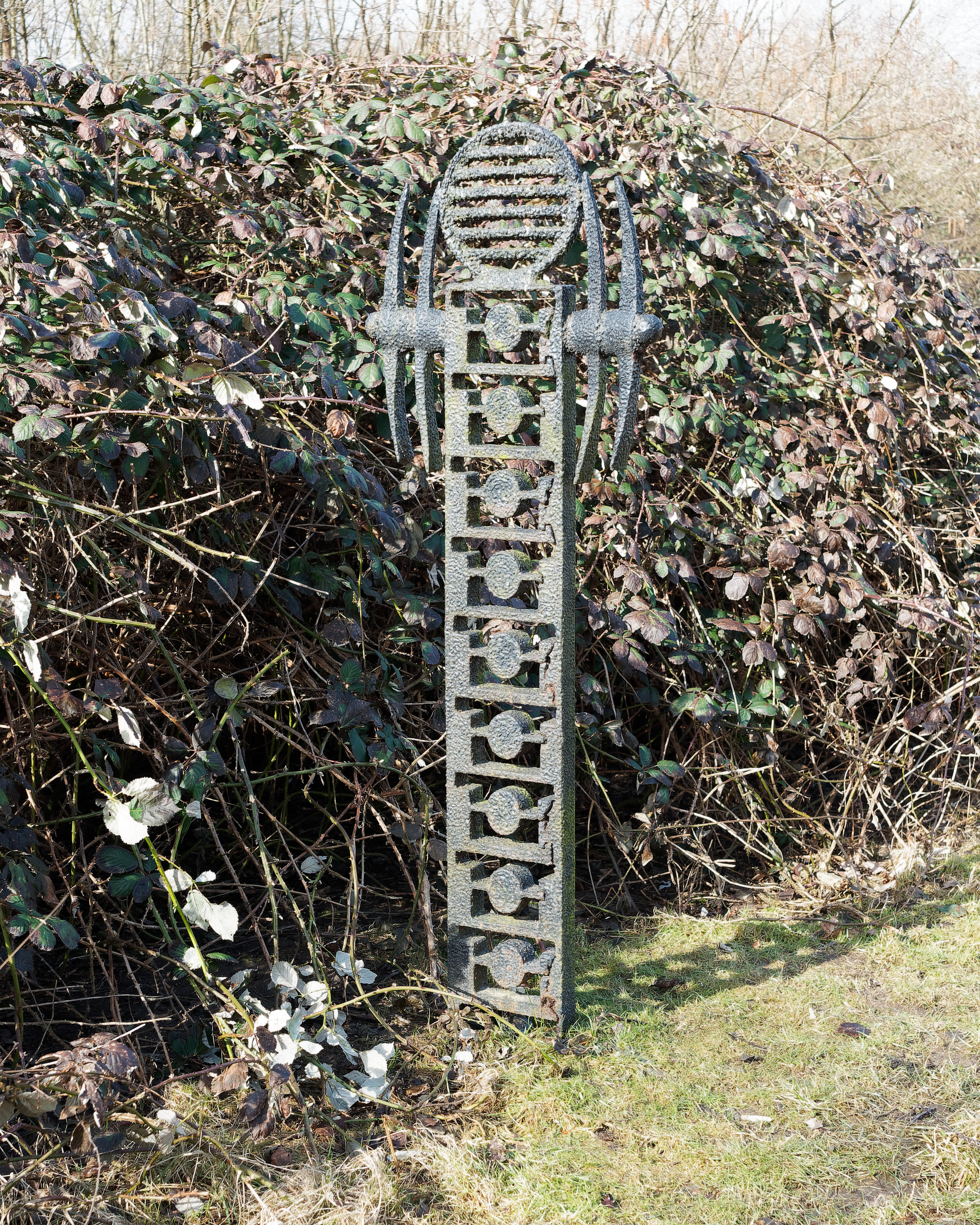
Körper

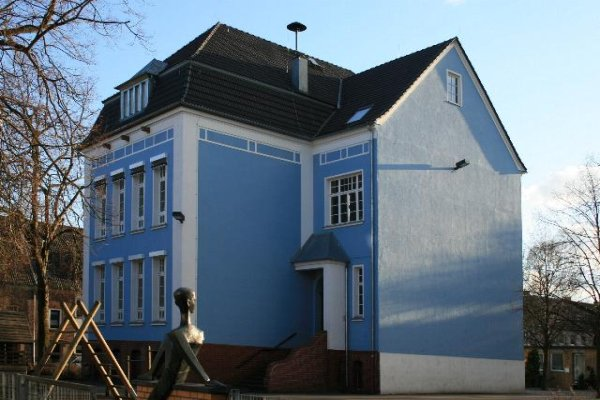
Knabe auf der Mauer

- Wandbild, Sgraffito, 1957, Berufsschule an der Steinstraße, Herne-Wanne[9]
- Skulptur Zwiegespräch, 1958, Atrium der Bibliothek Herne-Wanne
- Auftrag der Stadt Witten über eine Keramik eines liegenden Jungen, der ein Buch liest für den Außenbereich der Stadtbücherei.[10]
- Christus am Kreuz, Polyester, 1961, über dem Altar der Zwölf-Apostel-Kirche, Herne-Süd
- Steinernes Relief Jesus spricht zu seinen Jüngern auf dem Feld über dem Eingang der Gladbecker Lukaskirche, 1962 (seit 2012 an der Außenwand des Gemeindezentrums)[11]
- Skulptur Knabe auf der Mauer, 1963, Viersen / Rahser
- Skulptur Phoenix, Steinguss mit farbigem Polyester, 1965, Atrium der Volkshochschule Herne-Wanne, Haus am Grünen Ring[12]
- Großrelief Mittelalterliche Geldherstellung, Nussbaumholz, 9 Meter × 2 Meter, 1965, Sparkassenfiliale Gelsenkirchen-Buer (heute im Depot der Sparkasse eingelagert)[13]
- Büste von Friedrich Steffen (Aufbau und Leitung der Volkshochschule Wanne-Eickel 1947–1964), Heimat- und Naturkunde-Museum Wanne-Eickel, Herne
- Spielobjekt in Popart, echte Dampfwalze, bunt bemalt, 1970, Spielplatz Emscherstraße/Thiesstrße, Herne-Wanne[4]
- Skulptur Ares, aus Metallschrott und Schlacke geschweißt, mit einem blasigen schwarzen Anstrich, 1984, Fußgängerzone von Herne-Wanne, seit 2015 im Flottmannpark in Herne[8]
- Skulptur Körper, aus Metallschrott und Schlacke geschweißt, mit einem blasigen schwarzen Anstrich, seit 2015 im Flottmannpark in Herne
- Skulptur Taubenschwarm, Metallschrott, 1988, vor der Sparkassenfiliale, Gelsenkirchen-Resse
- Skulptur Anna selbdritt, Bronze, 1995, Kapelle Maria-Anna-Hoffnung, Recklinghausen
- Reliefs an der Außenfassade der Hedwigschule, 1991, mit Schülerinnen und Schülern der Schule[8]
- Baum im Wind, Hausfassade Kurhausstraße/Ecke Langekampstraße, 1991
- Büsten von Irving Fisher, Jean Bodin, Milton Friedman, 1999, Geldmuseum der Deutschen Bundesbank[4]
- Büste von Edmund Weber, Rathaus Wanne-Eickel
- Steinrelief Spielende Kinder, Fassade Schule an der Dorneburg, Herne-Eickel
- Steinrelief, Wandelgang Erich-Fried-Gesamtschule, Herne
- Skulptur mit den Freimaurer-Symbolen Hammer, Zirkel, Winkel und Lot, Eingang zum Logenhaus der Johannis-Freimaurer-Loge „Eiche auf roter Erde“, Flottmannstraße, Herne[7]

## Ausstellungen (Auswahl)
- 1987: „Objekte aus Herne – Plastik am Rathaus“,  Gemeinschaftsausstellung, Flottmann-Hallen, Herne
- 1960: Ausstellung Bruno Unkhoff, Wilhelm Zimolong, Ausstellungspavillon der Stadt Soest[14]
- 1959: Ausstellung Bruno Unkhoff, Heinz Waldemann, Märkisches Museum Witten